# 7月21日
7月21日（しちがつにじゅういちにち）は、グレゴリオ暦で年始から202日目（閏年では203日目）にあたり、年末まであと163日ある。

## できごと

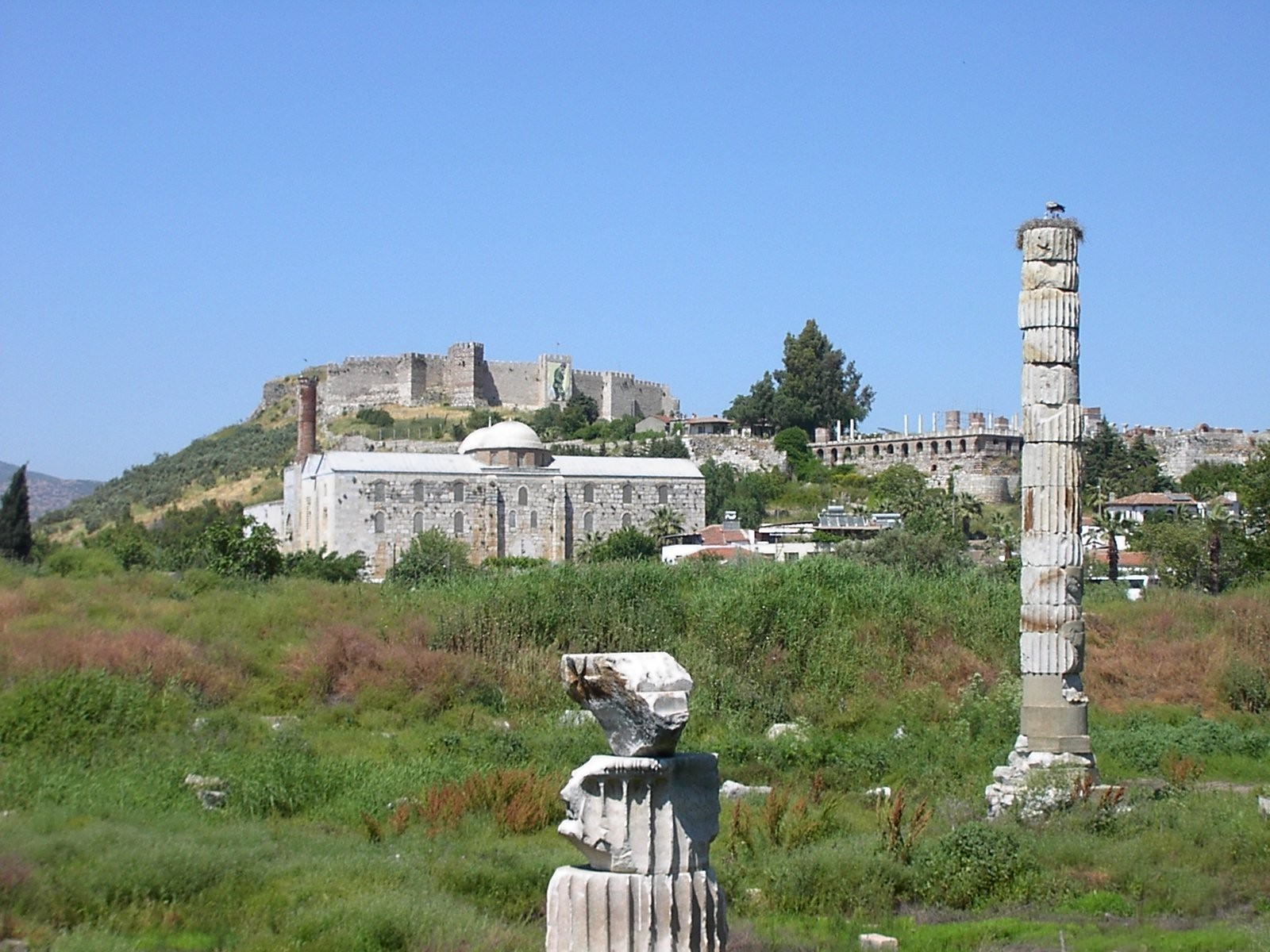
アルテミス神殿が放火され倒壊(BC356)。「名を残す」という動機による放火で、「ヘロストラトスの名誉」という言葉が生まれた。

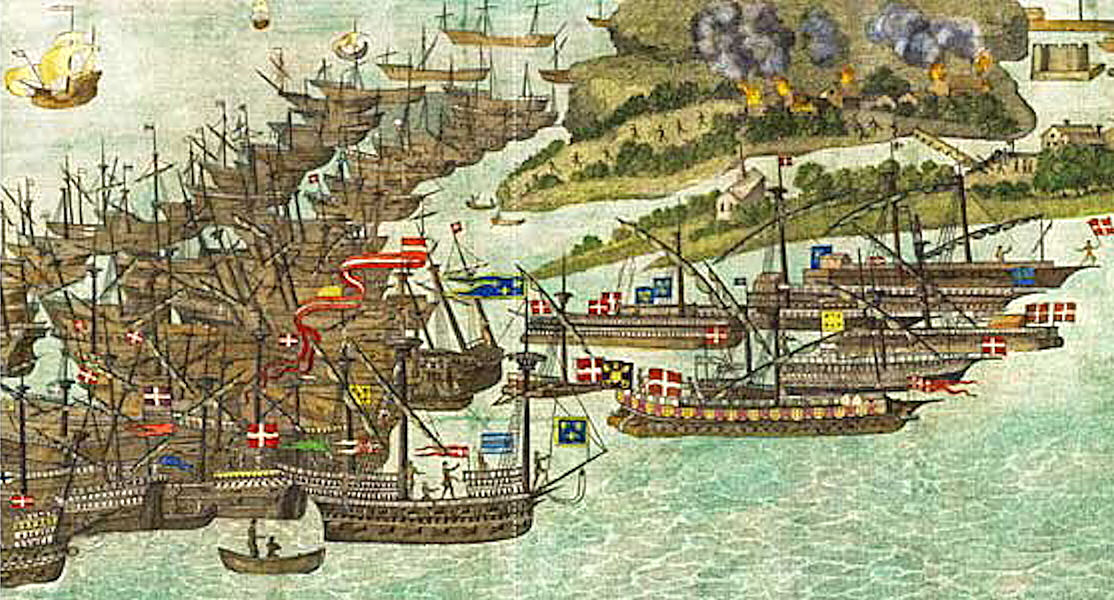
イタリア戦争、フランス軍がイングランドのワイト島に侵攻(1545)

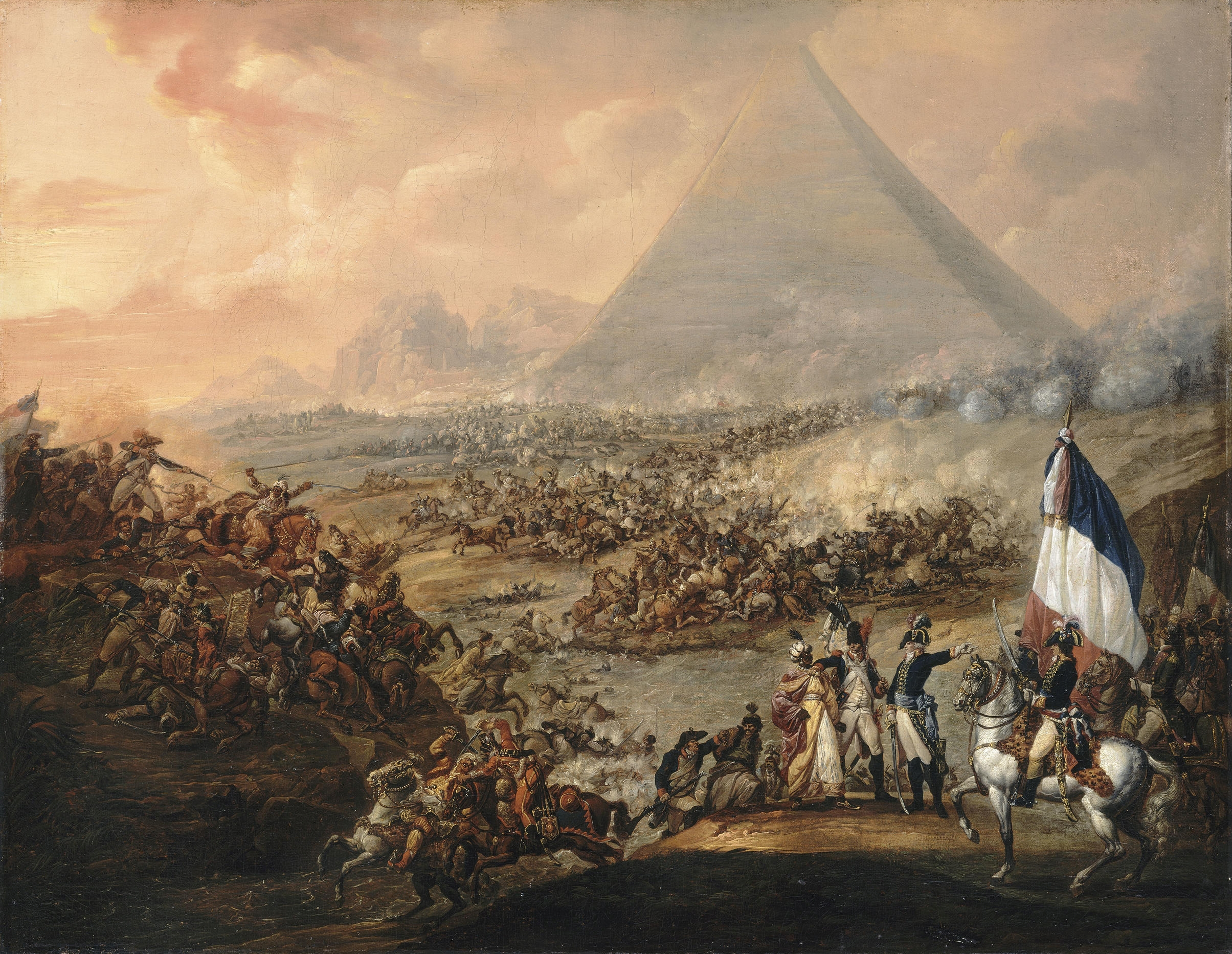
エジプト・シリア戦役、ピラミッドの戦い(1798)。

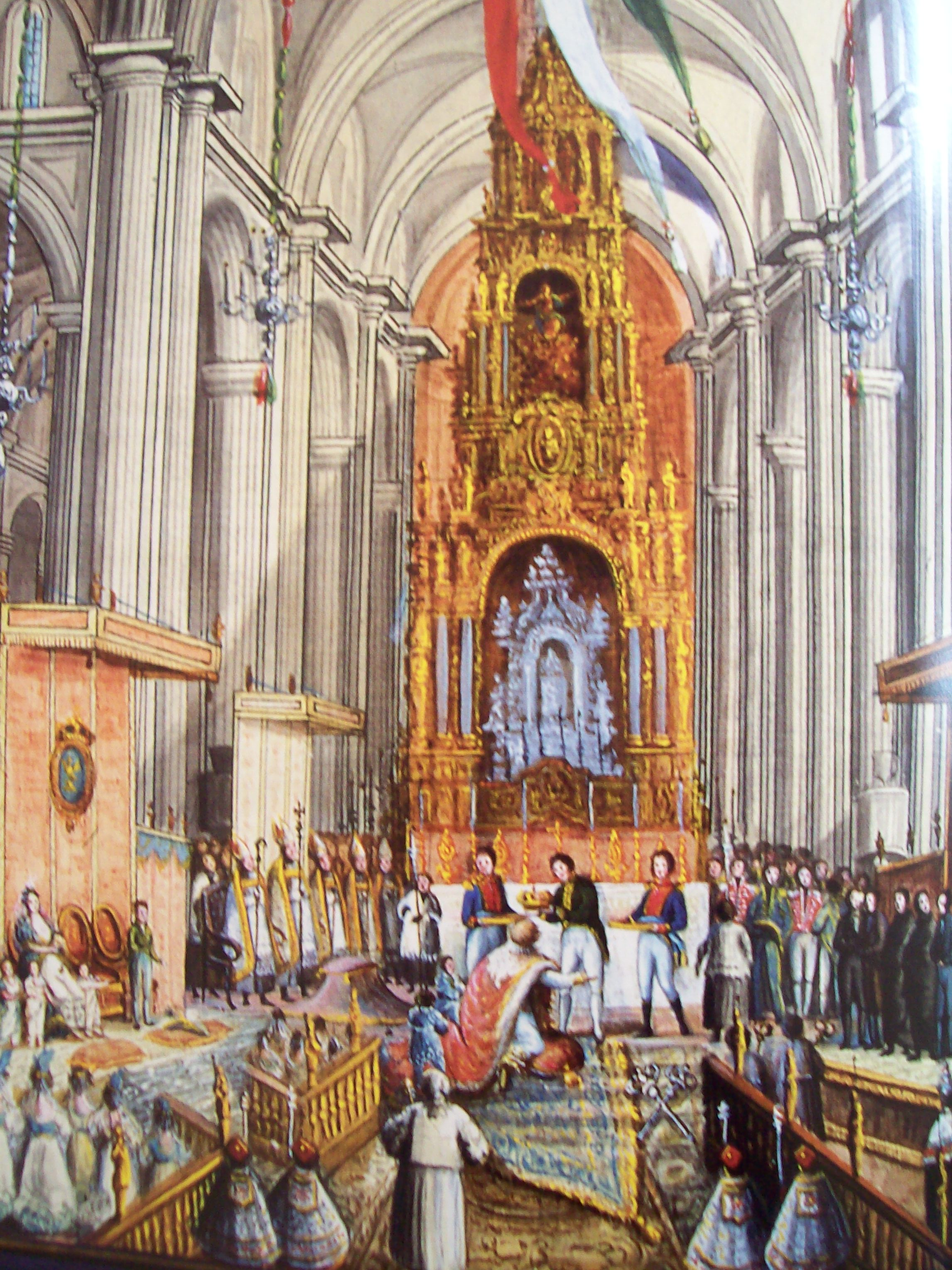
アグスティン・デ・イトゥルビデがメキシコ皇帝として戴冠、第一次メキシコ帝国成立(1822)

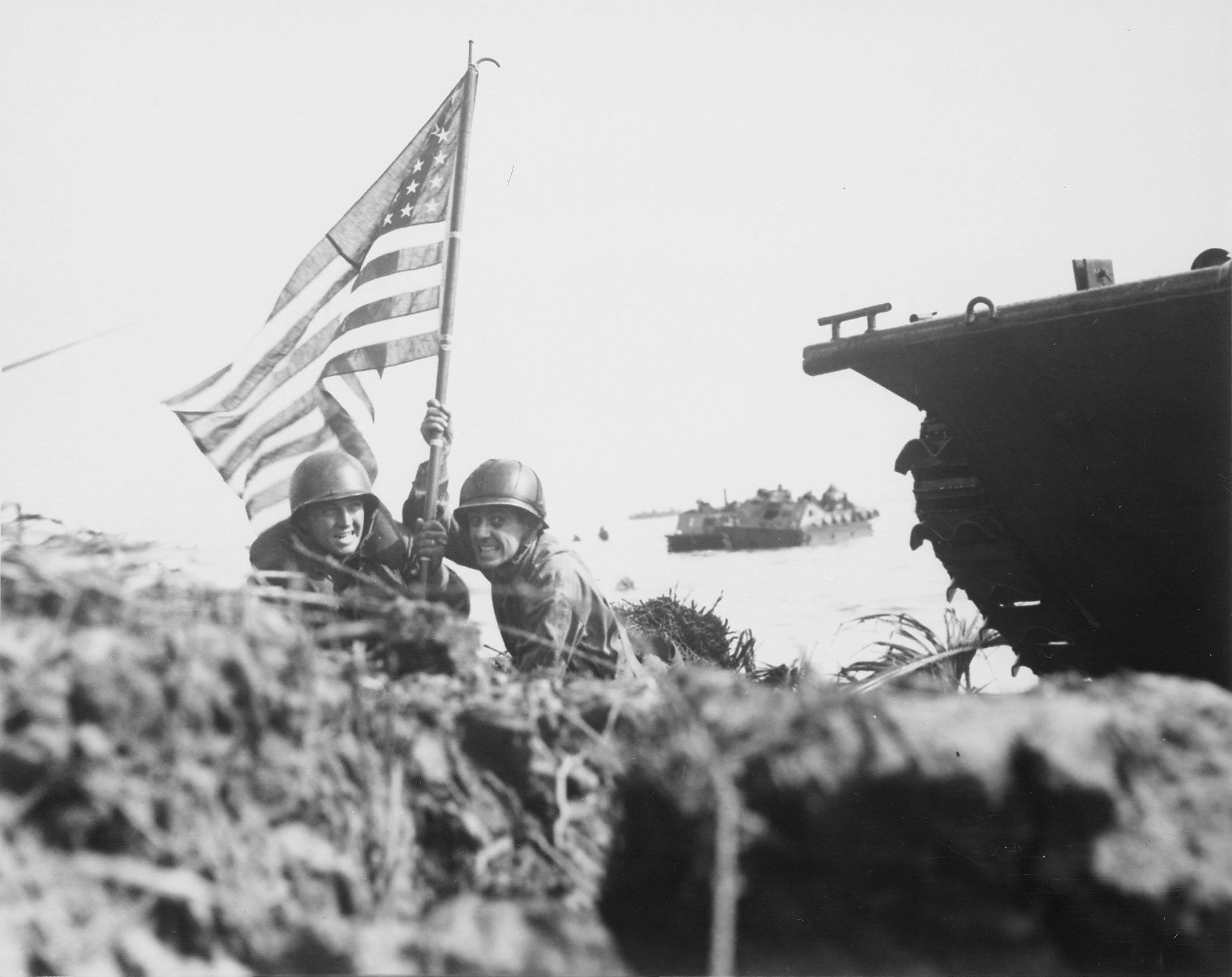
米軍がグアム上陸、グアムの戦いはじまる(1944)

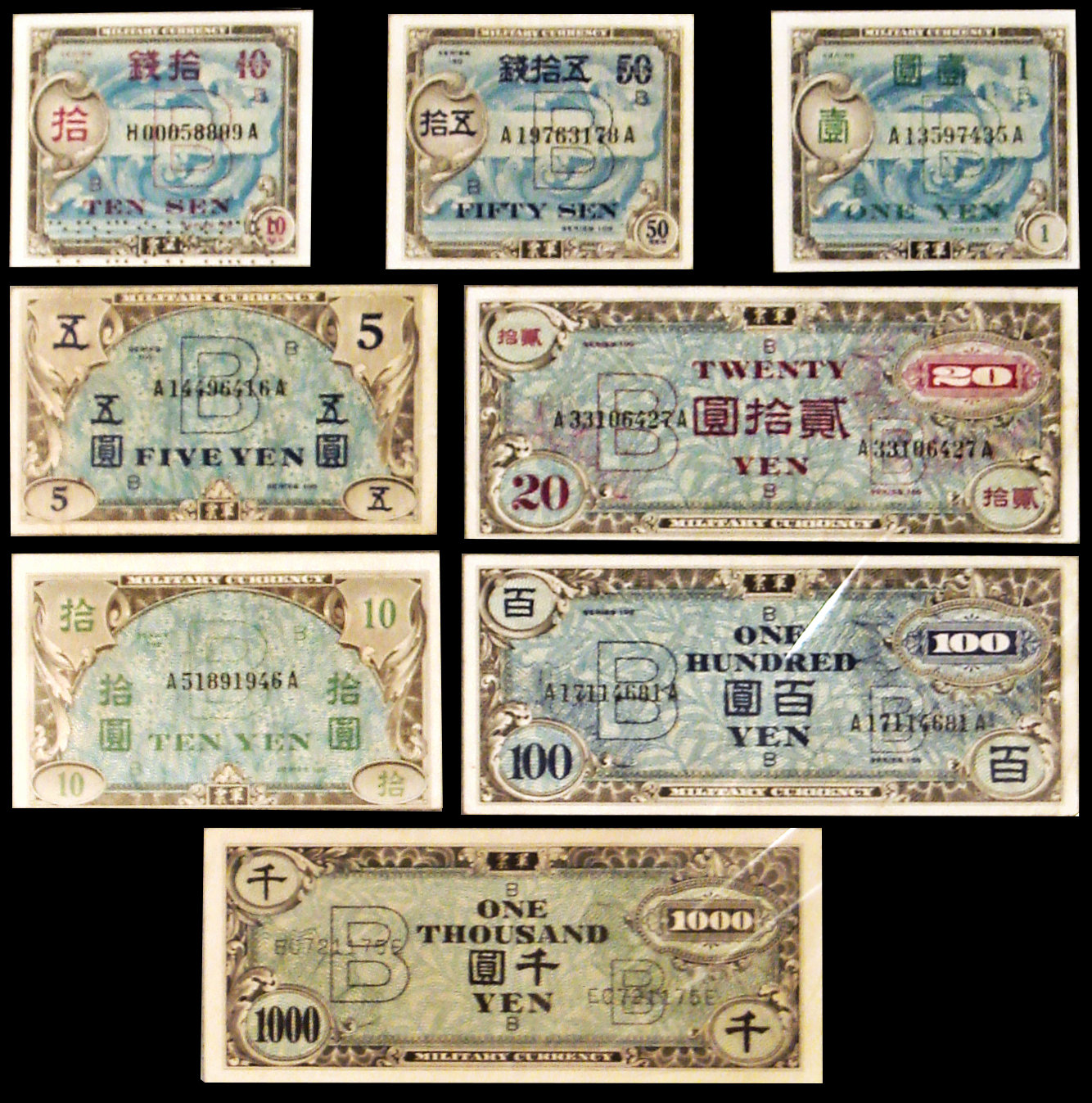
米軍占領下の沖縄で日本円の流通が禁止され、B円のみが正式通貨となる(1948)

ジュネーヴ協定成立により第一次インドシナ戦争休戦(1954)。

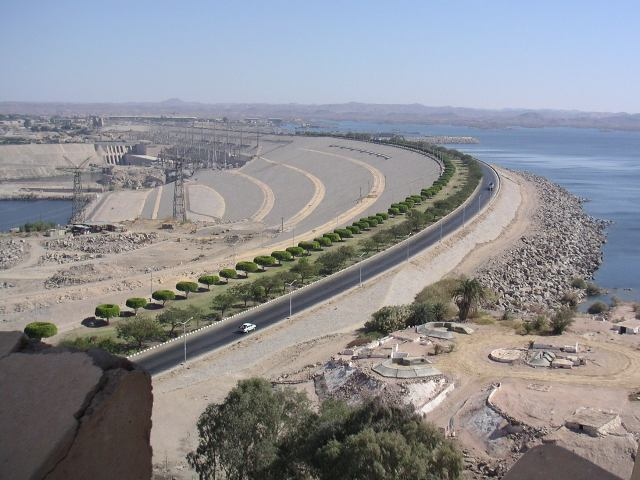
アスワン・ハイ・ダム完成(1970)

- 紀元前356年 - ヘロストラトスがエフェソスのアルテミス神殿に放火。
- 285年 - ローマ皇帝ディオクレティアヌスがマクシミアヌスを副帝に任命し、帝国の西側の統治者とする。
- 1185年（元暦 2年6月23日）- 平重衡が南都焼討で東大寺大仏や興福寺を焼亡させた罪により、木津川畔で斬首される。
- 1274年（文永11年6月17日） - 身延山に日蓮の庵室が完成。現在の日蓮宗総本山久遠寺の起源とされる。
- 1545年 - イタリア戦争: フランス軍がイングランドのワイト島に侵攻。 (en:French invasion of the Isle of Wight)
- 1590年（天正18年6月20日） - 天正遣欧少年使節の一行が長崎に帰国。
- 1654年（承応3年6月20日） - 玉川上水が完成。
- 1718年 - オスマン帝国とオーストリアなどがパッサロヴィッツ条約を締結。オスマン帝国のバルカン半島の領土の一部をオーストリアに割譲。
- 1773年 - ローマ教皇クレメンス14世がイエズス会に解散を命じる。
- 1774年 - 露土戦争: オスマン帝国とロシア帝国がキュチュク・カイナルジ条約を締結し、第一次露土戦争が終結。
- 1787年（天明7年6月7日） - 御所千度参りはじまる。この日から京都御所のまわりで大勢の人々が連日お千度参りを行い、12日目には約7万人がつめかけた。
- 1798年 - エジプト・シリア戦役: ピラミッドの戦いでナポレオン軍が勝利。
- 1822年 - メキシコ皇帝アグスティン・デ・イトゥルビデ（アグスティン1世）が戴冠。第一次メキシコ帝国が成立。
- 1831年 - レオポルド1世がベルギーの初代国王に即位。
- 1841年（天保12年6月4日） - 操業中に遭難した土佐の漁師・万次郎（ジョン万次郎）がアメリカの捕鯨船に救助される。
- 1861年 - 南北戦争: 第一次ブルランの戦いで北軍が南軍に大敗する。
- 1863年（文久3年6月6日） - 長州藩の高杉晋作らが奇兵隊を結成。
- 1873年 - 西部開拓時代: ジェシー・ジェイムズとその兄弟が最初の列車強盗を行う。
- 1881年 - 開拓使官有物払下げ事件。北海道の開拓長官・黒田清隆が、官有の施設・設備を安値で払い下げる決定を行う。払下げへの反対運動が起き、明治十四年の政変のきっかけとなる。
- 1896年 - 日清通商航海条約が締結。
- 1899年 - 布引丸事件。フィリピン独立革命を支援するための武器弾薬を載せた布引丸が暴風雨で沈没。
- 1921年 - アメリカ海軍の戦艦「メリーランド」が竣工。
- 1925年 - カナダのアルバータ山に日本山岳会メンバーらが初登頂[1]。
- 1930年 - 「早起きラジオ体操会」が東京都千代田区神田佐久間町の佐久間公園で開始。ラジオ体操会の発祥の1つ。
- 1931年 - 日本銀行が乙貳拾圓券の発行を開始。日本最後の兌換紙幣となった。
- 1931年 - 大分県八面山の灌漑用貯水池が大雨により決壊。住民ら10人余りが死傷[2]。
- 1932年 - カナダのオタワでイギリス連邦経済会議（英語版）を開催。世界恐慌克服のためにポンド圏にブロック経済方式を導入するオタワ協定を締結。
- 1940年 - 日本労働総同盟が自主解散を決議し、大日本産業報国会に合流。
- 1942年 - 高尾登山鉄道のケーブルカーが暴走。乗務員・乗客3名死亡、65名負傷の事故発生[3]。
- 1944年 - 第二次世界大戦・太平洋戦争: 米軍がグアム島に上陸、グアムの戦いがはじまる。
- 1944年 - 深夜0時、クラウス・フォン・シュタウフェンベルクら前日のヒトラー暗殺計画の実行犯が処刑される。
- 1948年 - アメリカ占領下の沖縄で日本円の流通が禁止されB円のみが沖縄唯一の正式通貨とされる。
- 1951年 - 秋田県・青森県一帯で集中豪雨。大館市で500戸以上が浸水。奥羽本線、五能線など鉄道不通箇所多数。電話線断線のため、東京 - 青森間の長距離電話が不通に[4]。
- 1952年 - 破壊活動防止法施行。公安調査庁設置。
- 1954年 - 第一次インドシナ戦争: ジュネーヴ協定成立により第一次インドシナ戦争が休戦。ベトナムの南北分裂が決定的となる。
- 1959年 - アメリカの原子力貨物船サヴァンナが進水。
- 1960年 - シリマヴォ・バンダラナイケがスリランカの首相に就任し、世界初の女性首相となる。
- 1961年 - アメリカ合衆国2機目の有人宇宙船マーキュリー・レッドストーン4号が打ち上げ。
- 1961年 - サンケイホールで開催された第3回中村八大リサイタルにて、『上を向いて歩こう』が坂本九の歌唱により初披露される。
- 1969年 - 前日に人類初の月面到達に成功したアポロ11号の月着陸船が月面を出発（アメリカ時間）。
- 1970年 - アスワン・ハイ・ダムが完成。
- 1972年 - 血の金曜日事件。北アイルランド・ベルファストでIRA暫定派による連続爆弾テロが行われ150名以上に上る死傷者が出た。
- 1972年 - 刑事ドラマ『太陽にほえろ!』が放送開始。
- 1973年 - リレハンメル事件（英語版）。ノルウェーのリレハンメルでイスラエル諜報特務庁（モサッド）が、1972年のミュンヘンオリンピック事件の黒幕とされるアリー・ハサン・サラーマらしき人物を射殺するが、無関係の人物であることが判明。
- 1977年 - リビア・エジプト戦争（英語版）が勃発。
- 1983年 - 南極のヴォストーク基地で氷点下89.2℃を記録。世界最低気温。
- 1989年 - 寝台特急「トワイライトエクスプレス」が運転開始。
- 1994年 - トニー・ブレアがイギリス労働党党首に選出。
- 1994年 - 北海道で日蓮正宗住職交通事故死事件発生。
- 1995年 - 第三次台湾海峡危機: この日から7月28日にかけて、中華人民共和国の人民解放軍が台湾北方の海上へ向けてミサイル発射実験を実施。
- 1995年 - オウム真理教を取り上げた番組でサブリミナル的手法を用いていたTBSに対し、郵政省が厳重注意を行う。
- 1996年 - アトランタオリンピックの男子サッカーグループリーグD組第1戦において、U-23日本代表がU-23ブラジル代表を撃破（現地時間）。（マイアミの奇跡）

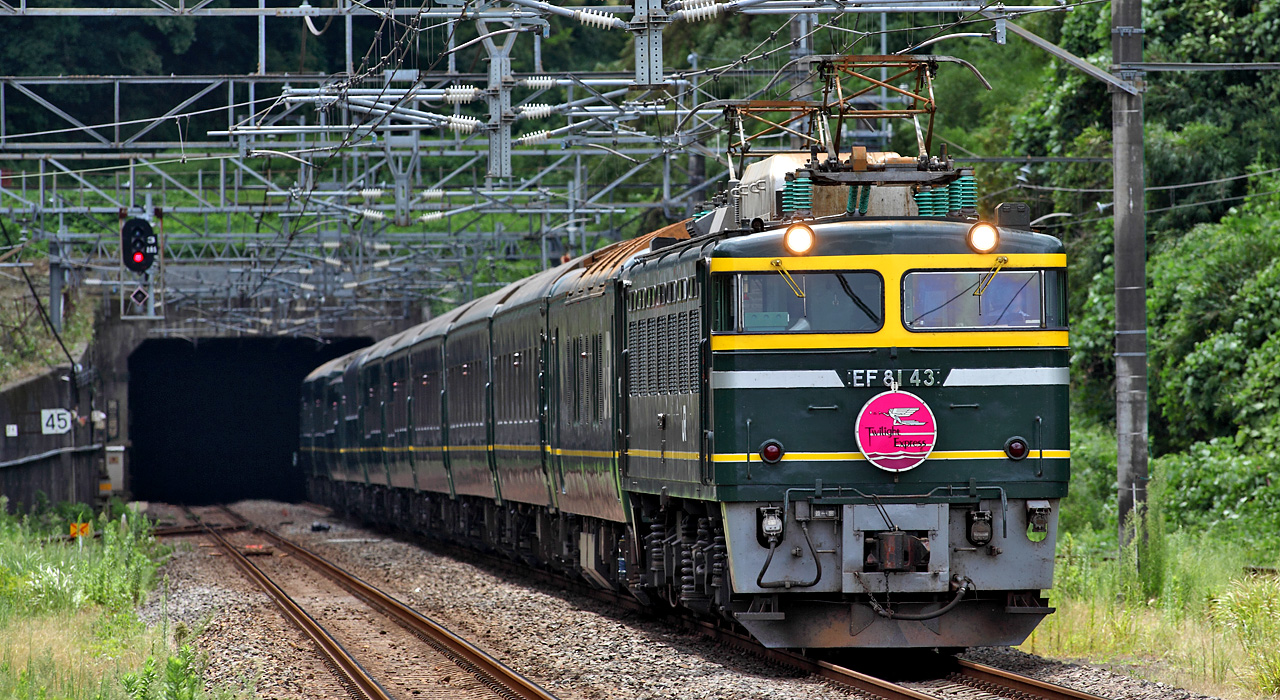
寝台特急「トワイライトエクスプレス」運転開始(1989)

- 寝台特急「トワイライトエクスプレス」運転開始(1989)1997年 - 就役200周年目のアメリカ海軍の帆船コンスティチューションが、44カ月の分解修理を終えて116年ぶりに航海に出る。
- 2001年 - 明石花火大会歩道橋事故が発生。
- 2005年 - 6月28日に気象衛星ひまわり6号が運用を開始したのを受けて、耐用年数を大幅に超えて運用されていたひまわり5号が運用を終了。
- 2005年 - ロンドン地下鉄で7月7日に続き同時爆破事件。
- 2005年 - 中国が人民元改革を実施。人民元に管理変動相場制および通貨バスケット制が導入される。スペースシャトルの最後の任務を終了(2011)

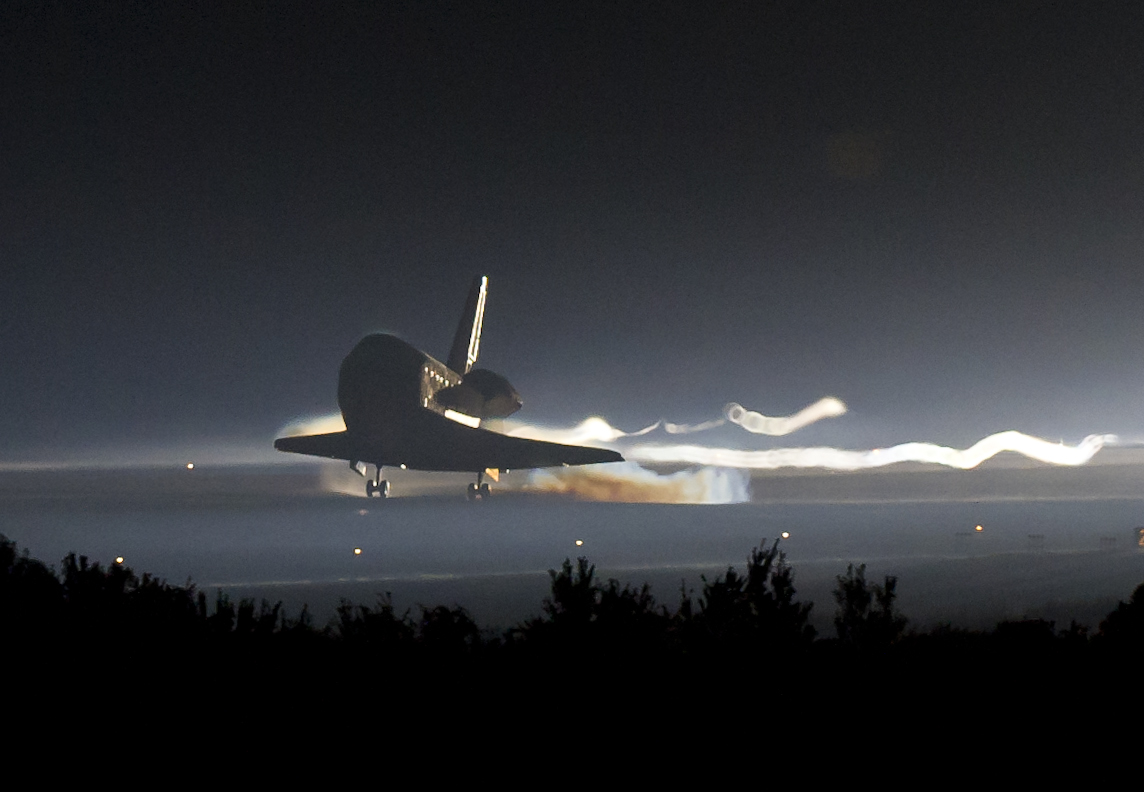
スペースシャトルの最後の任務を終了(2011)

- 2008年 - セルビア大統領・ボリス・タディッチが、旧ユーゴスラビア国際戦犯法廷により指名手配されていた元スルプスカ共和国大統領・ラドヴァン・カラジッチを拘束したと発表。
- 2008年 - 中国雲南省昆明市で、連続バス爆破テロ発生。
- 2009年 - 衆議院解散。
- 2011年 - STS-135のミッションを終えたスペースシャトル・アトランティスが帰還し、スペースシャトル最後のミッションを完了。30年の歴史に幕を下ろす。
- 2017年 - 横綱白鵬翔が名古屋場所（7月場所）13日目の取組で、通算勝ち星を1048勝とし、魁皇の記録を抜いて歴代単独トップとなる[5]。

## 誕生日
- 1414年 - シクストゥス4世、ローマ教皇（+ 1484年）
- 1587年（天正15年6月16日） - 酒井忠勝、若狭国小浜藩初代藩主（+ 1662年）
- 1618年（元和4年5月29日） - 林鵞峰、儒学者（+ 1680年）
- 1620年 - ジャン・ピカール、天文学者（+ 1682年）
- 1625年（寛永2年6月17日） - 前田利意、上野国七日市藩2代藩主（+ 1685年）
- 1631年（寛永8年6月22日） - 毛利元知、長門国長府藩初代藩主（+ 1683年）
- 1693年 - ニューカッスル公トマス・ペラム＝ホールズ、イギリス首相（+ 1768年）
- 1700年（元禄13年6月6日） - 阿部正福、備後国福山藩2代藩主（+ 1769年）
- 1734年（享保19年6月21日） - 島津久柄、日向国佐土原藩8代藩主（+ 1805年）
- 1757年（宝暦7年6月6日） - 阿部正福、備中国新見藩4代藩主（+ 1774年）
- 1777年（安永6年6月17日） - 関長輝、備中国新見藩6代藩主（+ 1826年）
- 1806年 - 土岐村路、曲亭馬琴の筆記助手（+ 1858年）
- 1810年 - アンリ・ヴィクトル・ルニョー、化学者、物理学者（+ 1878年）
- 1816年 - ポール・ジュリアス・ロイター、実業家、ロイター創業者（+ 1899年）
- 1823年（文政6年6月14日） - 柳沢光昭、越後国黒川藩7代藩主（+ 1900年）
- 1858年 - マリア・クリスティーナ・フォン・エスターライヒ、スペイン王妃、摂政（+ 1929年）
- 1866年 - マット・キルロイ、元プロ野球選手（+ 1940年）
- 1871年（明治4年6月4日） - 三浦周行、歴史学者、京都帝国大学名誉教授（+ 1931年）
- 1877年 - 波多野精一、宗教哲学者、哲学史家（+ 1950年）
- 1880年 - ミラン・シュテファーニク、スロバキアの軍人、政治家、天文学者（+ 1919年）
- 1881年 - ジョニー・エバース、元プロ野球選手（+ 1947年）
- 1882年 - ダヴィド・ブルリューク、画家（+ 1967年）
- 1885年 - ジャック・フェデー、映画監督（+ 1948年）
- 1887年 - 膳桂之助、実業家、政治家（+ 1951年）
- 1888年 - 樺島勝一、挿絵画家、漫画家（+ 1965年）
- 1890年 - エリック・ハインリッヒス、軍人（+ 1965年）
- 1895年 - 栗栖赳夫、銀行家、財政家（+ 1966年）
- 1896年 - 麻生磯次、国文学者、東京大学名誉教授（+ 1979年）
- 1899年 - アーネスト・ヘミングウェイ、小説家（+ 1961年）
- 1902年 - 星甲実義、元大相撲力士（+ 1944年）
- 1905年 - 伊藤千代子、社会運動家（+ 1929年）
- 1911年 - マーシャル・マクルーハン、社会学者（+ 1980年）
- 1911年 - 熊田五郎（千佳慕）、グラフィックデザイナー、絵本画家（+ 2009年）
- 1914年 - 中村又五郎 (2代目)、歌舞伎役者（+ 2009年）
- 1914年 - フィリップ・アリエス、歴史家（+ 1984年）
- 1915年 - 服部安司、政治家（+ 2011年）
- 1919年 - レン・カスパラビッチ、元プロ野球選手（+ 1994年）
- 1920年 - 金田正泰、元プロ野球選手、監督（+ 1992年）
- 1920年 - アイザック・スターン、ヴァイオリニスト（+ 2001年）
- 1921年 - 土井垣武、元プロ野球選手（+ 1999年）
- 1921年 - ロバート・メリフィールド、生化学者（+ 2006年）
- 1923年 - ルドルフ・マーカス、化学者
- 1923年 - 大塚仁、刑法学者、名古屋大学名誉教授（+ 2020年）
- 1923年 - 上田三四二、歌人（+ 1989年）
- 1925年 - 藤沢嵐子、歌手（+ 2013年）
- 1925年 - 大沢喜好、元プロ野球選手
- 1926年 - ノーマン・ジュイソン、映画監督（+ 2024年）
- 1927年 - 高橋隆天、真言宗智山派僧侶、川崎大師平間寺第44世・中興第1世貫首（+ 2006年）
- 1928年 - 宇沢弘文、経済学者（+ 2014年）
- 1930年 - 谷川和穂、政治家（+ 2018年）
- 1931年 - 二見忠男、俳優、声優（+ 1994年）
- 1933年 - 池坊専永、華道家
- 1934年 - 江崎照雄、元プロ野球選手（+ 2016年）
- 1936年 - 三笑亭可楽（9代目）、落語家
- 1936年 - 田名網敬一、グラフィックデザイナー、イラストレーター（+ 2024年）
- 1936年 - 天沢退二郎、詩人、児童文学作家（+ 2023年）
- 1936年 - 工藤正明、プロ野球選手（+ 2011年）
- 1938年 - 川地民夫、俳優（+ 2018年）
- 1939年 - ジョン・ネグロポンテ、初代アメリカ合衆国国家情報長官
- 1941年 - 川谷拓三、俳優（+ 1995年）
- 1943年 - 堀部隆一、俳優、声優（+ 2018年）
- 1945年 - 千宗守、茶人
- 1946年 - 中野翠、コラムニスト
- 1946年 - 渡辺孝博、元プロ野球選手
- 1947年 - 日吉ミミ、歌手（+ 2011年）
- 1947年 - 柳家小さん (6代目)、落語家
- 1948年 - キャット・スティーヴンス、シンガーソングライター
- 1948年 - 宇多田照實、音楽プロデューサー
- 1948年 - 三井修、歌人
- 1949年 - 手嶋龍一、ジャーナリスト
- 1949年 - 小津博司、検察官、元検事総長
- 1949年 - 中牟田俊男、シンガーソングライター、ギタリスト（海援隊）
- 1949年 - リュドミラ・スミルノワ、フィギュアスケート選手
- 1950年 - ウバルド・フィジョール、元サッカー選手、指導者
- 1950年 - 制野秀一、漫画家（+ 2005年）
- 1951年 - ロビン・ウィリアムズ、俳優（+ 2014年）
- 1952年 - 三枝規悦、元プロ野球選手
- 1953年 - ジャネット八田、元女優
- 1953年 - シルヴィア・チャン、女優
- 1954年 - 渡辺博栄、気象予報士
- 1954年 - 中島弘美、元プロ野球選手
- 1955年 - 海渡雄一、弁護士
- 1955年 - マルセロ・ビエルサ、元サッカー選手、指導者
- 1956年 - 黒田福美、女優
- 1956年 - あさぎり夕、漫画家（+ 2018年）
- 1958年 - 巻来功士、漫画家
- 1959年 - 佐伯一麦、小説家
- 1959年 - 横山信一、政治家
- 1959年 - 井辺康二、元プロ野球選手
- 1960年 - 船越英一郎、俳優
- 1960年 - 安穂野香、歌手、実業家
- 1960年 - 宮腰裕之、柔道家
- 1960年 - 水谷茂雄、元プロ野球選手
- 1961年 - 藤田東吾、実業家、イーホームズ創業者
- 1961年 - 羽賀研二、元タレント
- 1961年 - 安穂野香、歌手、セーラー服おじさん
- 1961年 - 伊藤栄次、声優
- 1962年 - 武内享、ミュージシャン（元チェッカーズ）
- 1962年 - 大迫純一、小説家
- 1962年 - 土生栄二、厚生労働官僚
- 1963年 - 勝村政信、俳優
- 1963年 - 池田聡、歌手
- 1963年 - ジャイアント・シルバ、プロレスラー
- 1964年 - あきまん、ゲームクリエイター、キャラクターデザイナー
- 1964年 - 宇野善昌、官僚
- 1964年 - 草薙厚子、ジャーナリスト、ノンフィクション作家
- 1964年 - 大田勇治、元プロ野球選手
- 1964年 - イェンス・バイスフロク、スキージャンプ選手
- 1965年 - 杉本哲太、俳優
- 1965年 - 海老野貴勇、アスレティックトレーナー
- 1966年 - 鈴木隆仁、俳優
- 1967年 - 短論、俳優
- 1967年 - 遠山奬志、元プロ野球選手
- 1968年 - 永野吉成、元プロ野球選手
- 1968年 - 加藤いづみ、歌手
- 1969年 - 井上昌己、歌手
- 1970年 - 藤本隆宏、俳優、元水泳選手
- 1970年 - 小川誠一、元サッカー選手
- 1971年 - シャルロット・ゲンズブール、女優、歌手
- 1971年 - ハイロ・ラモス・ジッツィ、野球選手
- 1971年 - 藤岡陽子、小説家、看護師
- 1972年 - 荒井昭吾、元プロ野球選手
- 1972年 - 大谷晋二郎、プロレスラー
- 1972年 - キャサリン・ヌデレバ、マラソン選手
- 1972年 - はるな愛、タレント
- 1972年 - 山﨑一玄、元プロ野球選手
- 1973年 - 古市幸子、元アナウンサー
- 1973年 - 大橋晋也、元野球選手
- 1973年 - ブライアン・ブキャナン、元プロ野球選手
- 1973年 - マンディ・ベッツェル、フィギュアスケート選手
- 1976年 - 久保山由清、元サッカー選手、指導者
- 1977年 - 玄覺悠子、女優
- 1977年 - 小野まじめ、お笑い芸人（クールポコ。）
- 1977年 - 諸橋愛、競輪選手
- 1977年 - 高橋伸顕、元俳優
- 1977年 - 関口由香里、元アナウンサー
- 1978年 - 岩崎恭子、元水泳選手、スポーツキャスター
- 1978年 - ロケットりょう太、俳優、シンガーソングライター
- 1978年 - ジョシュ・ハートネット、俳優
- 1978年 - ジャスティン・バーサ、俳優
- 1978年 - ダミアン・マーリー、レゲエミュージシャン
- 1979年 - デビッド・カー、元アメリカンフットボール選手
- 1980年 - 乃神亜衣子、声優
- 1980年 - 藤川球児、元プロ野球選手、監督
- 1980年 - 高原純平、元バスケットボール選手、指導者
- 1980年 - CC・サバシア、元プロ野球選手
- 1981年 - miko、女優、モデル
- 1981年 - 木下紗華、声優
- 1981年 - 由良浩明、ヴァイオリニスト
- 1981年 - 根本裕一、元サッカー選手、指導者
- 1981年 - 岡見勇信、総合格闘家
- 1981年 - ホアキン・サンチェス、サッカー選手
- 1981年 - アナベル・ラングロワ、フィギュアスケート選手
- 1982年 - 諸見里大介、お笑いタレント、喜劇俳優（元ハム）
- 1982年 - 久野知美、フリーアナウンサー
- 1982年 - 伊原康友、元俳優
- 1982年 - マイケル・マクファーソン、フィギュアスケート選手
- 1982年 - 小林麻央、キャスター、女優（+ 2017年）
- 1983年 - 小由里、タレント
- 1983年 - 吉村和紘、声優、俳優
- 1983年 - 染井為人、小説家
- 1983年 - 小玉有起、漫画家、　イラストレーター
- 1983年 - 大橋忠司、陸上競技選手
- 1984年 - 三根由香理、元バスケットボール選手、指導者
- 1984年 - 尾本敬、元サッカー選手
- 1984年 - セルゲイ・ベルビーロ、元フィギュアスケート選手
- 1985年 - 海宝あかね、ミュージカル俳優
- 1985年 - 陳偉殷、元プロ野球選手
- 1986年 - 夏実もち、プロレスラー
- 1986年 - 荒川優、元俳優（元BACKDRAFT SMITHS）
- 1987年 - 吉川綾乃、元グラビアアイドル
- 1987年 - 杉山菜摘、タレント
- 1987年 - 安藤龍、俳優、タレント
- 1987年 - ディエゴ・モレノ、プロ野球選手
- 1988年 - 榎下陽大、元プロ野球選手
- 1988年 - 井上彩香、アナウンサー
- 1988年 - ネラ・シマオヴァ、フィギュアスケート選手
- 1989年 - 五代新一、殺陣師、アクション監督
- 1989年 - 野城亮、ホラー作家
- 1989年 - 鈴木麻夏、アナウンサー
- 1989年 - 浅沼寿紀、元プロ野球選手
- 1989年 - 徳山武陽、元プロ野球選手
- 1989年 - 旭日松広太、元大相撲力士、年寄21代桐山・19代振分
- 1990年 - 中田廉、元プロ野球選手
- 1990年 - 稲生夏季、競艇選手
- 1990年 - 小林美樹、ヴァイオリニスト
- 1990年 - 岩田さゆり、女優、歌手
- 1990年 - 永野彰一、プロ雀士
- 1990年 - ファブリス・エンサカラ、サッカー選手
- 1990年 - クリッシー・ヒューズ、フィギュアスケート選手
- 1991年 - 安井謙太郎、タレント（7ORDER project、元ジャニーズJr.、元Love-tune）
- 1991年 - 吉田裕太、元プロ野球選手
- 1992年 - 岩橋大、俳優
- 1992年 - 奥野紗世子、小説家
- 1992年 - 佐藤友佳、陸上競技選手
- 1992年 - レイチェル・フラット、フィギュアスケート選手
- 1992年 - メーガン・ハーディン、ゴルフ選手
- 1993年 - 桑原将志、プロ野球選手
- 1993年 - 三浦茉実、元バレーボール選手
- 1995年 - 志村禎雄、歌手（XOX）
- 1996年 - 草野侑己、サッカー選手
- 1997年 - オコエ瑠偉、プロ野球選手
- 1997年 - 辻周吾、サッカー選手
- 1998年 - 鈴木凌賀、モデル、俳優
- 1998年 - 和海、タレント、モデル（元りんご娘 とき）
- 1998年 - 吉川七瀬、フリーアナウンサー（元AKB48）
- 1998年 - 名取燎太、陸上選手
- 1999年 - 橋本悟志、俳優
- 1999年 - 松山歩夢、俳優
- 1999年 - 鍛治島彩、アイドル（アップアップガールズ（2））
- 1999年 - 坂本夏海、アイドル（元NMB48、元ピューロガールズ）
- 2000年 - 山本杏奈、アイドル
- 2000年 - 橋本由紀、アナウンサー
- 2000年 - アーリング・ハーランド、サッカー選手
- 2000年 - ハ・ジュンホ、プロアイスホッケー選手
- 2001年 - 高梨優佳、モデル
- 2001年 - 佐藤一世、陸上選手
- 2001年 - 武内夏暉、プロ野球選手
- 2002年 - 紀平梨花、フィギュアスケート選手
- 2002年 - Aoi、プロレスラー
- 2003年 - 松村キサラ、女優
- 2003年 - RUANN、シンガーソングライター（MOONCHILD）
- 2003年 - 野澤零温、サッカー選手
- 2005年 - カールトン・カリントン、バスケットボール選手
- 2006年 - 石田充冴、プロ野球選手
- 2013年 - 上野山夢輝、俳優
- 生年不詳 - 夢乃聖夏、女優、元宝塚歌劇団
- 生年不詳 - 佐藤竜太郎、声優
- 生年不詳 - 望月麻衣、声優
- 生年不詳 - 新堂エル、漫画家
- 生年不詳 - 山口津香沙、気象予報士

## 忌日

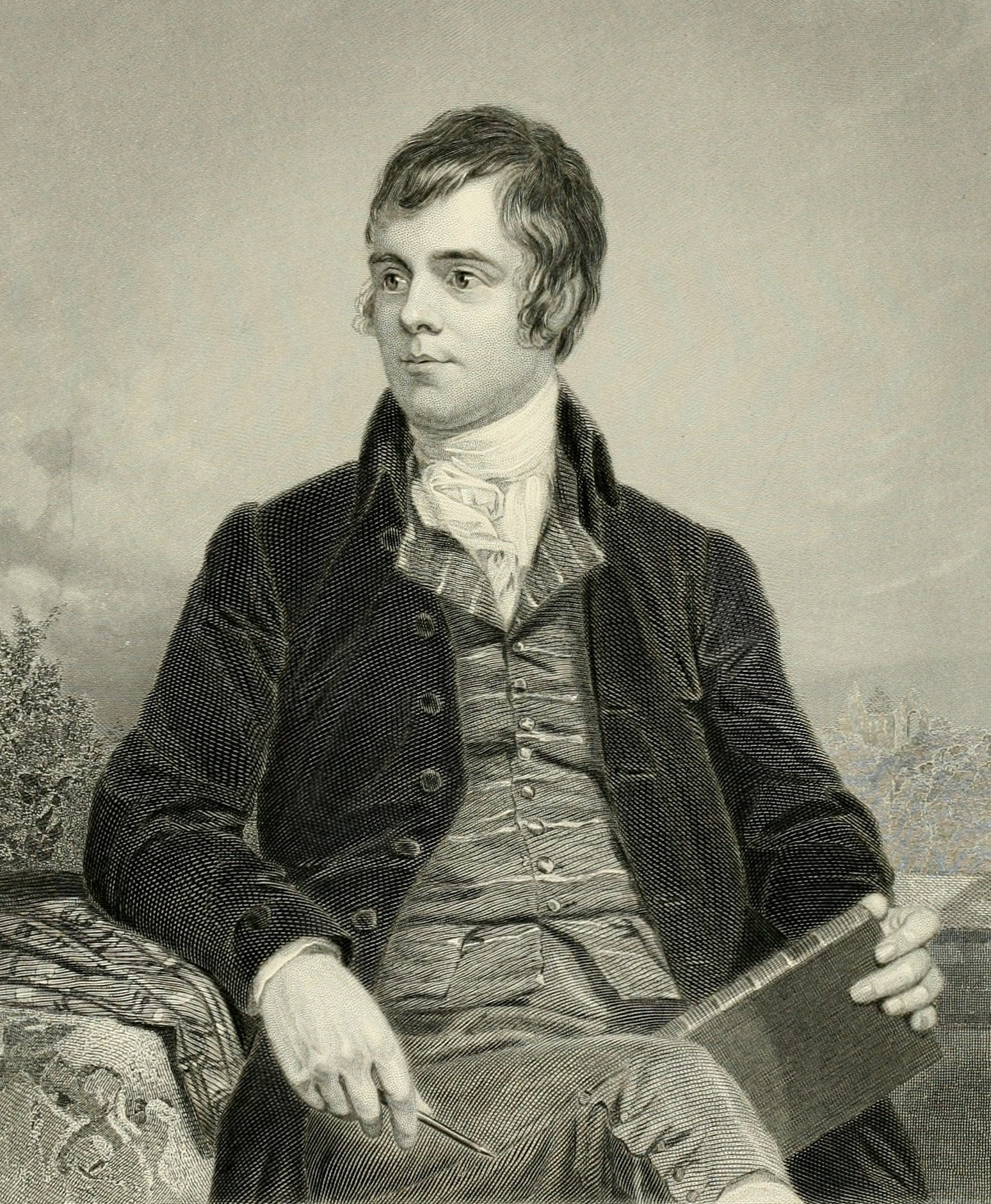
詩人、ロバート・バーンズ(1759-1796)没。『蛍の光』などのスコットランド民謡収集でも知られた。

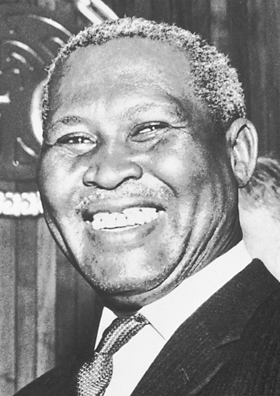
南アフリカ共和国の黒人解放運動指導者、アルバート・ルツーリ(1898-1967)事故死。

| 絵にうつし石をつくりし海山を後の世までも目かれずや見む――辞世の句 |

### 人物
- 1185年（元暦2年6月8日） - 平重衡、武将（* 1157年）
- 1403年 - ヘンリー・パーシー、騎士（* 1364年）
- 1425年 - マヌエル2世パレオロゴス、東ローマ帝国皇帝（* 1350年）
- 1531年（享禄4年6月8日） - 細川高国、守護大名（* 1484年）
- 1641年 - トーマス・マン、実業家、経済学者（* 1571年）
- 1721年 - ウォルター・ケネディ、海賊（* 1695年頃）
- 1793年 - アントワーヌ・ブリュニー・ダントルカストー、探検家（* 1737年）
- 1796年 - ロバート・バーンズ、詩人（* 1759年）
- 1796年 - フィリップ・カートレット、イギリス海軍将校、探検家（* 1733年）
- 1824年 - ラーマ2世、チャクリー王朝の第2代のシャム国王（* 1809年）
- 1838年 - ヨハン・ネポムク・メルツェル、発明家、技術者、興行師（* 1838年）
- 1899年 - ロバート・グリーン・インガーソル、演説者、無神論者（* 1833年）
- 1938年 - 久川藤太郎、稲荷藤節の創作者（* 1858年）
- 1943年 - チャールズ・パドック、陸上競技選手（* 1900年）
- 1944年 - クラウス・フォン・シュタウフェンベルク、ヒトラー暗殺計画の実行者の1人（* 1907年）
- 1944年 - ルートヴィヒ・ベック、ヒトラー暗殺計画の中心人物（* 1880年）
- 1945年 - 加藤忠仁、野球選手（* 1918年）
- 1947年 - 菊池幽芳、小説家（* 1870年）
- 1948年 - 小西重直、教育学者、第9代京都帝国大学総長（* 1875年）
- 1948年 - アーシル・ゴーキー、画家（* 1904年）
- 1950年 - レックス・イングラム、映画監督（* 1893年）
- 1957年 - 犬田卯、小説家、農民運動家（* 1891年）
- 1960年 - 古茂田守介、洋画家（* 1918年）
- 1960年 - 河井彌八、政治家（* 1877年）
- 1967年 - ジミー・フォックス、元プロ野球選手（* 1907年）
- 1967年 - アルバート・ルツーリ、政治家、ノーベル平和賞受賞者（* 1898年）
- 1967年 - ベイジル・ラスボーン、俳優（* 1892年）
- 1970年 - ミハイル・ゲラシモフ、人類学者（* 1907年）
- 1972年 - ラルフ・クレイグ、陸上競技選手（* 1889年）
- 1972年 - ジグミ・ドルジ・ワンチュク、第3代ブータン国王（* 1929年）
- 1976年 - アール・コームス、元プロ野球選手（* 1899年）
- 1977年 - 石子順造、美術評論家、漫画評論家（* 1928年）
- 1978年 - ゼンジー中村、手品師（* 1929年）
- 1980年 - 江上トミ、料理研究家（* 1899年）
- 1982年 - 猿渡武嗣、元陸上競技選手（* 1942年）
- 1983年 - 内田一作、映画監督、脚本家（* 1928年）
- 1984年 - 吉田豊信、政治家、元姫路市長（* 1911年）
- 1991年 - アラン・ウィルソン、生物学者、分子生物学者（* 1934年）
- 1992年 - アロイス・フレイシュマン、作曲家、音楽学者（* 1910年）
- 1992年 - 小池岩太郎、美術教育者、インダストリアルデザイナー（* 1913年）
- 1992年 - ヘルムート・ザイブト、フィギュアスケーター、1952年オスロオリンピック銀メダリスト（* 1929年）
- 1993年 - リチャード・ティー、ミュージシャン（* 1943年）
- 1993年 - 房錦勝比古、元大相撲関脇、、年寄10代山響（* 1936年）
- 1995年 - 高橋義孝、ドイツ文学者、元九州大学教授、名古屋大学教授（* 1913年）
- 1996年 - ハーブ・エデルマン、俳優（* 1933年）
- 1997年 - 松野友、政治家、元本巣郡穂積町（現：瑞穂市）町長（* 1912年）
- 1998年 - アラン・シェパード、アメリカ初の宇宙飛行士（* 1923年）
- 1999年 - デイヴィッド・オグルヴィ、実業家、元オグルヴィ&メイザー社長（* 1911年）
- 1999年 - 江藤淳、文芸評論家（* 1932年）
- 2000年 - 渡辺義雄、写真家（* 1907年）
- 2000年 - 山下弘文、自然保護活動家（* 1934年）
- 2001年 - シヴァージ・ガネーサン、俳優（* 1928年）
- 2002年 - 菊田義孝、詩人・文芸評論家（* 1916年）
- 2004年 - エドワード・ルイス、遺伝学者、ノーベル生理学・医学賞受賞者（* 1918年）
- 2004年 - ジェリー・ゴールドスミス、映画音楽作曲家（* 1929年）
- 2005年 - 大道寺小三郎、みちのく銀行会長（* 1925年）
- 2005年 - ロード・アルフレッド・ヘイズ、元プロレスラー（* 1928年）
- 2006年 - 清水九兵衛、彫刻家（* 1922年）
- 2006年 - タ・モク、ポル・ポト派最高幹部（* 1926年）
- 2006年 - マコ岩松、俳優（* 1933年）
- 2008年 - アディル・ズルフィカルパシッチ、政治家（* 1921年）
- 2009年 - ネルソン・デマルコ、バスケットボール選手（* 1925年）
- 2009年 - 若杉弘、指揮者（* 1935年）
- 2009年 - 金田伊功、アニメーター（* 1952年）
- 2009年 - マルセル・ヤコブ、ベーシスト（* 1964年）
- 2010年 - 渥美俊一、経営コンサルタント、元読売新聞社記者（* 1926年)
- 2010年 - ウェス・スカイルズ、水中写真家（* 1958年)
- 2011年 - 拝藤聖雄、元プロ野球選手（* 1932年）
- 2011年 - 中村とうよう、音楽評論家、編集者（* 1932年）
- 2012年 - 池田隆政、華族、実業家（* 1926年）
- 2012年 - ジャック・デービス、陸上競技選手（* 1930年）
- 2013年 - 斎藤忠、考古学者、大正大学名誉教授、財団法人飛鳥保存財団理事、文学博士（* 1908年）
- 2013年 - 平松譲、洋画家（* 1914年）
- 2014年 - 森田豊一[6]、俳優、沖縄芝居役者（* 1932年）
- 2015年 - セオドア・ビケル、俳優（* 1924年）
- 2015年 - E・L・ドクトロウ、小説家（* 1931年）
- 2015年 - 川崎敬三、俳優、司会者（* 1933年）
- 2015年 - 高尾弘明、政治家、前北海道赤平市長（* 1945年）
- 2016年 - 阪田誠造、建築家（* 1928年）
- 2016年 - 竹田和平、実業家、投資家（* 1933年）
- 2016年 - 井上隆雄、写真家（* 1940年）
- 2017年 - アロイシア・カールフーバー、スーパーセンテナリアン（* 1907年）
- 2017年 - 平尾昌晃、作曲家、歌手（* 1937年）
- 2017年 - 永次廣、実業家、元安川電機会長（* 1937年）
- 2017年 - ジョン・ハード、俳優（* 1946年）
- 2018年 - ジャック・ヴィルツ、造園家（* 1924年）
- 2018年 - 木村昌平、実業家、セコム相談役・元代表取締役社長（* 1943年）
- 2018年 - 中井靖治[7]、ジャーナリスト、実業家、元日本教育テレビ・テレビ朝日報道記者、元静岡朝日テレビ社長（* 1947年）
- 2018年 - 松本龍、政治家、第15代環境大臣（* 1951年）
- 2019年 - ロバート・モーゲンソウ、法律家（* 1919年）
- 2019年 - ベン・ジョンストン、作曲家（* 1926年）
- 2019年 - エレーナ・グリゴリエワ、人権・LGBT活動家（* 1977年もしくは1978年）
- 2020年 - 山本寛斎、ファッションデザイナー（* 1944年）
- 2020年 - 弘田三枝子、歌手（* 1947年）
- 2020年 - 戸田ツトム、グラフィックデザイナー、神戸芸術工科大学教授（* 1951年）
- 2022年 - 永井三明、西洋史研究者、同志社大学名誉教授（* 1924年）
- 2022年 - 大塚初重、考古学者、明治大学名誉教授（* 1926年）
- 2022年 - ウーヴェ・ゼーラー、元サッカー選手、元ハンブルガーSV会長（* 1936年）
- 2022年 - ションカ・デュクレ、ゴスペルシンガー、女優（* 1977年）
- 2022年 - 福田雄也、俳優（* 1990年）
- 2023年 - トニー・ベネット、ポピュラー歌手、ジャズ歌手、エンターテイナー、画家（* 1926年）
- 2023年 - 無着成恭、曹洞宗僧侶、教育者（* 1927年）
- 2023年 - 那智わたる、女優、元宝塚歌劇団星組トップスター（* 1936年）
- 2024年 - 湯浅譲二、作曲家、（* 1929年）
- 2024年 - 金光平輝、宗教家、金光教第5代教主（* 1934年）
- 2024年 - 黄文雄、歴史研究者、大学関係者、極右活動家（* 1938年）
- 2024年 - エウジェン・サルブ、ヴァイオリニスト（* 1950年）
- 2024年 - キム・ミンギ、歌手、作曲家、作詞家、演出家、劇作家（* 1951年）

### 人物以外（動物など）
- 2020年 - ビワハヤヒデ、競走馬（* 1990年）

## 記念日・年中行事

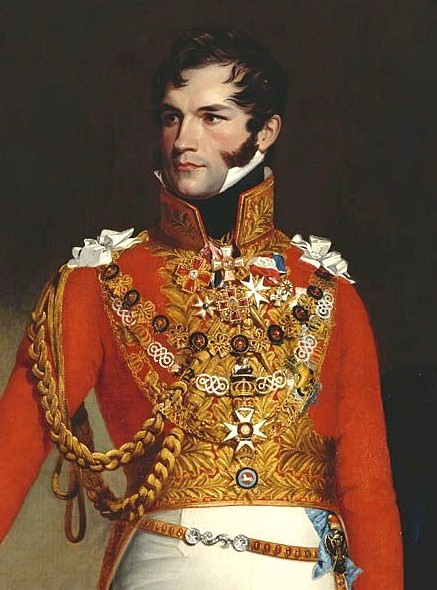
ベルギーの独立記念日。画像は、初代ベルギー王レオポルド1世

- 独立記念日（ ベルギー）
1930年にオランダからの独立を宣言したベルギーで、1831年のこの日に最初の王であるレオポルド1世が即位したことを記念。
- 解放記念日（ グアム）
1944年のこの日、アメリカ軍が日本占領下のグアムに上陸しグアムの戦いが始まったことを記念[8]。
- 民族融和の日（英語版）（ シンガポール）
1964年のこの日、ムハンマドの生誕を祝うマレー人と中国人が衝突し暴動となったことによる。
- 海の日（ 日本、2003年以降7月の第3月曜日・2003年・2008年・2014年・2025年）
- 自然公園の日（ 日本）
1957年のこの日、自然公園法が制定された。国土交通省と林野庁はこの日から7月31日までを「森と湖に親しむ旬間」とし、環境省はこの日から8月20日までを「自然に親しむ運動期間」としている[9]。
- 神前結婚記念日（ 日本）
神前結婚式の歴史は、明治33年(1900年)5月10日、当時の皇太子殿下(のちの大正天皇)の御結婚の礼が、皇室でも初めて皇居内の賢所の御神前で行われたことに始まる[10]。この御婚儀を記念して、日比谷大神宮（現在の東京大神宮）で1901年のこの日、神社では初となる一般の人に向けた神前結婚式を執り行ったことから、7月21日を記念日とした[11]。
- ナツイチの日（ 日本）
株式会社集英社が制定。「ナツイチ」とは、「夏休みに一冊、中高生にも文庫を手に取ってほしい」と、毎年集英社文庫が行ってるキャンペーンで、読書習慣を普及するのが目的。日付は、「ナ（7）ツイチ（21）」の語呂合わせから[12]。
- 烏骨鶏の日（ 日本）
烏骨鶏を手がける岐阜県の株式会社デリカスイト、株式会社烏骨鶏本舗、香川県の東かがわ烏骨鶏ファーム株式会社、有限会社松本ファームの4社が制定。烏骨鶏の魅力をより多くの人に知ってもらうのが目的。日付は烏骨鶏が1942年のこの日、大分、三重、広島などの主産地で天然記念物に指定されたことから[13]。
- 日本三景の日（ 日本）
日本三景観光連絡協議会が制定。江戸時代の儒学者林鵞峰（春斎）が『日本国事跡考』で絶賛した松島・天橋立・宮島の日本三景をより広くPRするのが目的。日付は林鵞峰が1618年（元和4年）のこの日に生まれたことから[13]。
- 真宗大谷派井波別院瑞泉寺「太子伝会」（ 日本）
富山県南砺市の井波別院瑞泉寺で、毎年7月21日から7月29日まで、「太子伝会」が執り行なわれる。1710年頃に始まったとされ、御絵伝をもとに聖徳太子の一生を語る絵解きや、聖徳太子二歳像のご開扉などが行われる[14]。
- World eFootball™ Day（ 日本）
コナミデジタルエンタテイメントが制定。ウイニングイレブンシリーズ発売30周年となる2025年7月21日に行われたeFootball World Festival in Tokyoで発表[15]。